# Южен късоопашат опосум
Южният късоопашат опосум (Monodelphis dimidiata) e вид опосум от семейство Didelphidae.

## Географско разпространение
Обитава широк участък в североизточна Аржентина, Уругвай и атлантическото крайбрежие на югоизточна Бразилия. Обитават пасища, влажни зони, пампаси и крайречни зони.